# او-۱۱۸ (کریگسمارینه)
'او-۱۱۸ (به آلمانی: U 118) یک او-بوت کریگسمارینه از نوع ۱۰ بود.